# Bartira
Bartira (también conocida como M'bicy o Isabel Dias) fue una indígena tupiniquim, hija del famoso cacique Tibiriçá y se casó con el convicto portugués João Ramalho según las costumbres locales. Más tarde, esta unión simbolizó el inicio de la sociedad colonial en la meseta paulista en el siglo XVI. En la época, estas relaciones entre nativos y europeos fueron la forma en que se construyeron alianzas políticas y diplomáticas en diversas partes de los imperios coloniales europeos. Su matrimonio con João Ramalho tuvo lugar presumiblemente en 1515 y duró más de cuarenta años. Recibió el nombre de Isabel Dias cuando fue bautizada en la Iglesia católica por la Jesuitas, en la meseta de Piratininga. La pareja tuvo ocho hijos en común, de los que descendieron los principales miembros de las familias de la élite colonial paulista.
Poco se sabe de la muerte de Bartira. Algunas investigaciones sugieren que ocurrió en 1559, cuando habría cumplido 54 años. Otro documento data su muerte en 1550, a la edad de 60 años. Hasta la fecha, no hay constancia de la causa de la muerte de Bartira.